# Championnat d'Australie de football 1977
Navigation
Saison suivante
La saison 1977 du Championnat d'Australie de football est la toute première édition du championnat de première division en Australie. 
La NSL (National Soccer League) regroupe quatorze clubs du pays au sein d'une poule unique, où ils s'affrontent deux fois au cours de la saison, à domicile et à l'extérieur. À la fin de la compétition, le dernier du classement est relégué et remplacé par le champion de Premier Division, la deuxième division australienne.
C'est le club d'Eastern Suburbs qui remporte la compétition après avoir terminé en tête du classement final, à égalité de points mais avec une meilleure différence de buts que Marconi Fairfield et cinq points d'avance sur Fitzroy United. C'est le tout premier titre de champion de Australie de l'histoire du club.

## Les clubs participants
| - Eastern Suburbs - Marconi Fairfield - Fitzroy United - Adelaide City FC - Western Suburbs SC - Saint-George Saints FC - West Adelaide SC | - Footscray JUST - Brisbane Lions SC - Brisbane City FC - South Melbourne FC - Sydney Olympic FC - Canberra City FC - Mooroolbark SC |

## Compétition

### Classement
Le barème utilisé pour établir le classement est le suivant :
- Victoire : 2 points
- Match nul : 1 point
- Défaite : 0 point

| Rang | Équipe                 | Pts | J  | G  | N  | P  | Bp | Bc | Diff |
| ---- | ---------------------- | --- | -- | -- | -- | -- | -- | -- | ---- |
| 1    | Eastern Suburbs        | 37  | 26 | 13 | 11 | 2  | 52 | 28 | +24  |
| 2    | Marconi Fairfield      | 37  | 26 | 15 | 7  | 4  | 42 | 21 | +21  |
| 3    | Fitzroy United         | 32  | 26 | 12 | 8  | 6  | 41 | 34 | +7   |
| 4    | Adelaide City FC       | 31  | 26 | 12 | 7  | 7  | 50 | 31 | +19  |
| 5    | Western Suburbs SC     | 29  | 26 | 11 | 7  | 8  | 38 | 29 | +9   |
| 6    | Saint-George Saints FC | 28  | 26 | 7  | 14 | 5  | 39 | 35 | +4   |
| 7    | West Adelaide SC       | 26  | 26 | 8  | 10 | 8  | 38 | 32 | +6   |
| 8    | Footscray JUST         | 24  | 26 | 9  | 6  | 11 | 36 | 39 | -3   |
| 9    | Brisbane Lions SC      | 23  | 26 | 9  | 5  | 12 | 27 | 41 | -14  |
| 10   | Brisbane City FCC      | 22  | 26 | 8  | 6  | 12 | 30 | 35 | -5   |
| 11   | South Melbourne FC     | 22  | 26 | 7  | 8  | 11 | 27 | 35 | -8   |
| 12   | Sydney Olympic FC      | 21  | 26 | 7  | 7  | 12 | 25 | 38 | -13  |
| 13   | Canberra City FC       | 17  | 26 | 5  | 7  | 14 | 22 | 39 | -17  |
| 14   | Mooroolbark SC         | 15  | 26 | 5  | 5  | 16 | 31 | 61 | -30  |

|  | Champion d'Australie 1977               |
|  | Relégation directe en deuxième division |
|  | C : Vainqueur de la Coupe d'Australie   |

## Bilan de la saison
| Championnat d'Australie de football 1977                             |                             |
| Champion                                                             | Eastern Suburbs (1er titre) |
| Coupes et trophées                                                   |                             |
| Vainqueur de la Coupe d'Australie 1977                               | Brisbane City FC            |
| Promotions et relégations                                            |                             |
| Promus en Championnat d'Australie de football                        | Newcastle KB United         |
| Relégués en Championnat d'Australie de football de deuxième division | Mooroolbark SC              |